# Río Carranco
El río Carranco es un curso natural de agua que fluye en el sector cordillerano de la comuna de Panguipulli, en la Región de los Ríos con dirección general norte hasta desembocar en el río Liquiñe.

## Trayecto
El Río Carranco nace en el extremo oriente del sector cordillerano de la comuna de Panguipulli, junto a la Cordillera de los Andes cerca del límite con Argentina. Este río fluye en su naciente en sentido suroriente a norponiente, hasta juntarse con el río Llizán y dar vida al Río Liquiñe junto al caserío de Furihuincul. En este punto el río atraviesa la ruta internacional 203 CH.

## Historia
Luis Risopatrón lo describe en su Diccionario jeográfico de Chile (1924) como:: 140 
Caranco (Río), Es de corto curso i caudal, corre hacia el NW i se vácia en la márjen S del curso inferior del río Llizán, a corta distancia al SE de la desembocadura del estero Traleufu.
También advierte que algunos lo llaman "Carranco".